# Ardżesz

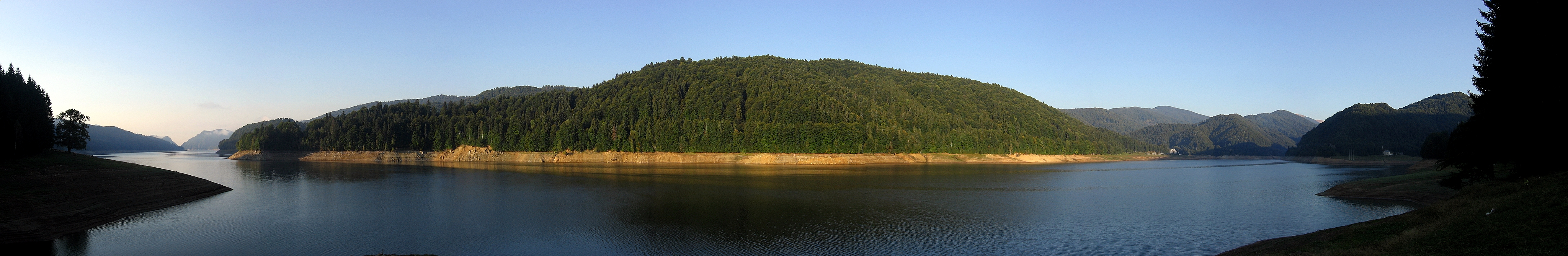
Jezioro Vidraru na Ardżeszu w Górach Fogaraskich

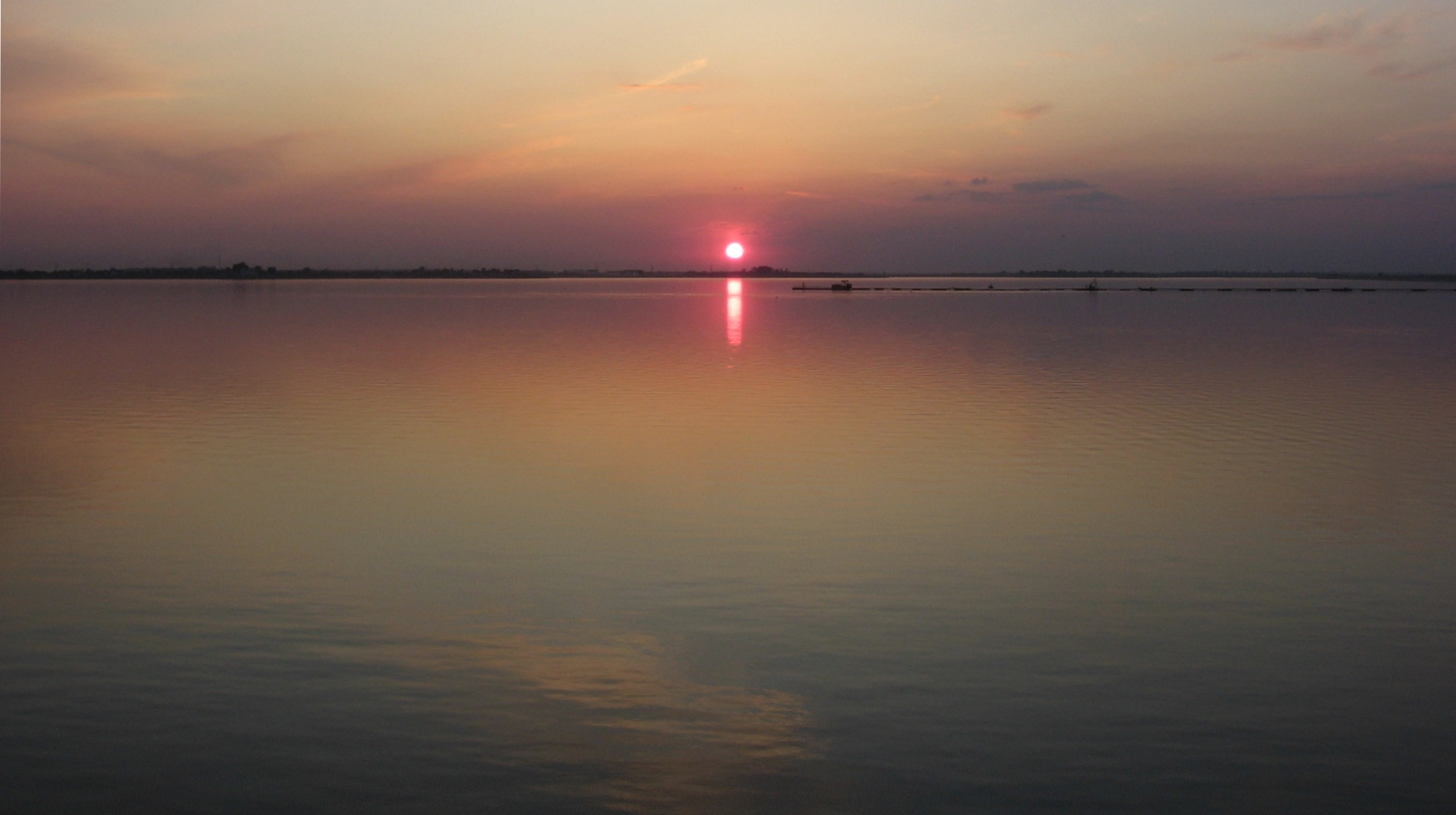
Zalew Bragadiru na Ardżeszu koło Mihăilești

Ardżesz (rum. Argeș) – rzeka w Rumunii, lewy dopływ Dunaju o długości 350 km. Źródła rzeki leżą w Górach Fogaraskich na wysokości 2030 m n.p.m., powierzchnia jej dorzecza wynosi 12 550 km².
Ardżesz powstaje z dwóch głównych cieków wodnych, zwanych Buda i Capra w Górach Fogaraskich. Buda (główne źródło systemu hydrograficznego rzeki) wypływa spod szczytu Arpașu Mic, na wysokości 2030 m, z jeziora polodowcowego Buda, natomiast rzeka Capra wypływa z jeziora polodowcowego Capra, położonego poniżej szczytu Vânătarea lui Buteanu.
Na całej długości rzeki wybudowanych jest 17 hydroelektrowni. M. in. w górnym biegu rzeki, u stóp Gór Fogaraskich, poniżej zbiegu potoków Buda i Capra, wybudowano wielką zaporę wodną Vidraru, tworzącą jezioro zaporowe (jezioro Vidraru). Nad rzeką leżą miasta Curtea de Argeș i Pitești. W dolnym biegu rzeki, na południe od Bukaresztu znajduje się zalew Bragadiru między miejscowościami Mihăilești i Cornetu. Ardżesz do Dunaju wpada koło miasta Oltenița.
Dopływy:
- Valsan
- Râul Doamnei
- Râul Târgului
- Bratia
- Bughea
- Râncaciov
- Carcinov
- Neajlov
- Sabar River
- Potop
- Colentina
- Dymbowica